# Zhang Chenglong
Zhang Chenglong (chinês: 张成龙, pinyin: Zhāng Chénglóng; Jinan, 12 de maio de 1989) é um ginasta chinês que compete em provas de ginástica artística.
Representou a China em duas edições de Jogos Olímpicos, conquistando a medalha de ouro por equipes em Londres 2012 e o bronze no mesmo evento em 2016, no Rio de Janeiro. Possui quatro títulos em Campeonatos Mundiais, sendo três por equipes e um na barra fixa, e três ouros nos Jogos Asiáticos de 2010.

## Carreira
Zhang estreou nas categorias juvenis da China em 2002 e em 2010 passou a competir entre os adultos. Nesse primeiro ano já foi convocado para disputar seu primeiro Campeonato Mundial, em Roterdã, Países Baixos, e ajudou sua equipe a ganhar a medalha de ouro com 274,997 pontos totais, a frente do Japão e da Alemanha. Conseguiu uma boa performance na barra fixa e alcançou a final desse aparelho com a melhor nota nas qualificatórias, onde melhorou ainda mais o seu desempenho na final para obter sua única medalha de ouro individual em mundiais. Encerrando a temporada de 2010, integrou a delegação chinesa nos Jogos Asiáticos em Cantão, e competindo em casa conquistou três medalhas de ouro: solo, barra fixa e por equipes.
Durante o Campeonato Mundial de 2011 em Tóquio, conquistou novamente a medalha de ouro por equipes com uma pontuação final ainda melhor que em 2010 (275.161). Nas finais por aparelhos dividiu a medalha de prata nas barras paralelas, ao conquistar a mesma pontuação do grego Vasileios Tsolakidis, e outra prata na barra fixa, prova em que defendia o título, ao ficar atrás do compatriota Zou Kai. Nos Jogos Olímpicos de 2012, em Londres, Zhang ajudou a equipe chinesa a conquistar a medalha de ouro na competição por equipes com uma pontuação final de 275,997, mais de três pontos a frente do Japão. Também competiu nas finais das barras paralelas e da barra fixa, mas terminou fora do pódio em ambos os eventos.
Participou do Campeonato Mundial de 2014, realizado em Nanning, e com uma nota expressiva na barra fixa (15,966) contribuiu para a vitória dos donos da casa na final por equipes por apenas 0,1 ponto de vantagem sobre o Japão. Na final do aparelho não repetiu o mesmo desempenho e acabou fora do pódio, que teve a vitória do neerlandês Epke Zonderland. No ano seguinte conquistou a medalha de bronze por equipes no Mundial de Glasgow, marcando a primeira vez que a China não conquistou o ouro nesse evento desde 2001.
Em 2016, Zhang foi convocado para disputar sua segunda Olimpíada, nos Jogos do Rio Janeiro. Ao lado de Deng Shudi, Lin Chaopan, Liu Yang e You Hao conquistou a medalha de bronze por equipes, atrás de japoneses e russos.